# Lomographa
Lomographa is een geslacht van vlinders van de familie spanners (Geometridae), uit de onderfamilie Ennominae.

## Soorten
- L. admota Dognin, 1900
- L. albipuncta Swinhoe, 1902
- L. aluta Prout, 1926
- L. angelica Schaus, 1923
- L. anoxys Wehrli, 1936
- L. araeophragma Prout, 1934
- L. argentata Schaus, 1911
- L. aridata (Warren, 1897)
- L. asynapta Wehrli, 1938
- L. atrinotapex Joannis, 1929
- L. bimaculata

Tweevlekspanner Fabricius, 1775
- L. buraetica Staudinger, 1892
- L. candida Schaus, 1905
- L. circumvallaria Snellen, 1874
- L. claripennis Inoue, 1977
- L. conspersa Wileman, 1914
- L. chekiangensis Wehrli, 1936
- L. distans Warren, 1894
- L. distinctata Herrich-Schäffer, 1839
- L. ectiptica Prout, 1926
- L. elsinora Hulst, 1900
- L. epixantha Wehrli, 1936
- L. eximiaria Oberthür, 1923
- L. fidrata Schaus, 1901
- L. foedata Warren, 1894
- L. glomeraria Grote, 1881
- L. griseata Schaus, 1901
- L. griseola Warren, 1893
- L. hebetior Warren, 1897
- L. inamata Walker, 1861
- L. indularia (Guenée, 1858)
- L. innoma Schaus, 1901
- L. insulata Warren
- L. juta Prout, 1926
- L. lomographata Warren, 1907
- L. longipennis Warren, 1897
- L. lucens Warren, 1896
- L. margarita Moore, 1867
- L. marginata Wileman, 1914
- L. mimetes Wehrli, 1932

- L. molesta Schaus, 1911
- L. nigropunctaria Leech, 1897
- L. nivea Djakonov, 1936
- L. notata Warren, 1894
- L. nubimargo Warren, 1897
- L. ochrilinea Warren, 1894
- L. perapicata Wehrli, 1924
- L. perita Dognin, 1900
- L. phaedra Wehrli, 1936
- L. platyleucata Walker, 1866
- L. poliotaeniata Wehrli, 1936
- L. polyalaria Oberthür, 1923
- L. pomina Schaus, 1901
- L. prohypophaea Wehrli, 1936
- L. prosticta Prout, 1929
- L. pulverata Bang-Haas, 1910
- L. purgata Walker, 1862
- L. semiclarata (Walker, 1866)
- L. simplicior Butler, 1881
- L. subspersata Wehrli, 1939
- L. tapaishana Wehrli, 1938
- L. temerata

Witte schaduwspanner Denis & Schiffermüller, 1775
- L. tenebrosa Swinhoe, 1902
- L. testacea Schaus, 1901
- L. tributaria Walker, 1862
- L. triseriata Swinhoe, 1902
- L. vestaliata Guenée, 1858
- L. virginalis Cassino & Swett, 1923